# 雷山假福王草
雷山假福王草（学名：Paraprenanthes heptantha）为菊科假福王草属的植物，是中国的特有植物。分布于中国大陆的贵州、江西、湖南、四川等地，生长于海拔650米至1,200米的地区，多生于山坡草地以及林下，目前尚未由人工引种栽培。

## 异名
- Lactuca heptantha Shih et D. J. Liu